# Mbinga
Mbinga est une ville du Ruvuma dans le sud-est de la Tanzanie. C'est le chef-lieu administratif du district du même nom. Elle se trouve sur la route A19 au nord-est de Ndengo et au sud-ouest de Kigonsera. La ville est le siège du diocèse de Mbinga avec la cathédrale Saint-Kilian qui est en lien depuis 1987 avec le diocèse de Wurtzbourg en Allemagne.